# إدوارد فيتزجيرالد (متسلق جبال)
إدوارد فيتزجيرالد (بالإنجليزية: Edward FitzGerald)‏ هو متسلق جبال أمريكي، ولد في 10 مايو 1871 في ليتشفيلد في الولايات المتحدة، وتوفي في 2 يناير 1931 في لندن في المملكة المتحدة.